# اقتصاديات الطاقة
اقتصاديات الطاقة هو مجال موضوع علمي واسع يضم موضوعات تتعلق بـ توريد واستخدام الطاقة في المجتمعات. ونظرًا لتنوع المسائل والأساليب المستخدمة والمشتركة مع عدد من التخصصات الأكاديمية، لا تمثل اقتصاديات الطاقة تخصصًا أكاديميًا ذاتيًا، ولكنه يمثل تخصصًا فرعيًا تطبيقيًا من علم الاقتصاد. وترتبط بعض موضوعات الاقتصاد الأساسية ارتباطًا وثيقًا باقتصاديات الطاقة، ومن بينها:
- الاقتصاد القياسي
- الاقتصاد البيئي
- التمويل
- المنظمة الصناعية
- الاقتصاد الجزئي
- الاقتصاد الكلي
- اقتصاديات الموارد الطبيعية

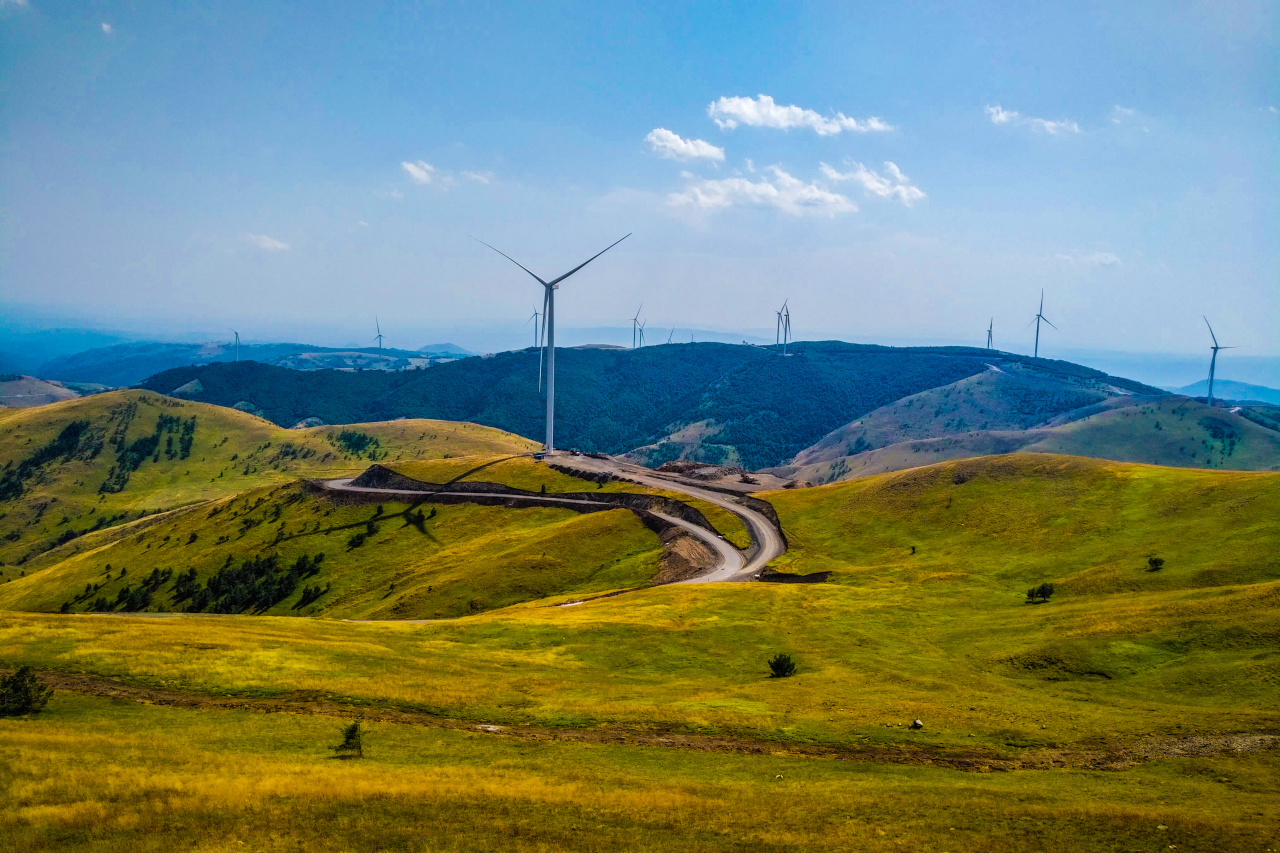
تعتمد اقتصاديات الطاقة اعتمادًا كبيرًا أيضًا على هندسة الطاقة والجيولوجيا والعلوم السياسية وعلم البيئة.

تعتمد اقتصاديات الطاقة اعتمادًا كبيرًا أيضًا على هندسة الطاقة والجيولوجيا والعلوم السياسية وعلم البيئة إلخ. وتضم أهم الجوانب الحديثة محل التركيز في اقتصاديات الطاقة الموضوعات التالية:
- تغير المناخ وعلم الاقتصاد والاحترار العالمي
- تحليل المخاطر وتأمين التوريد
- الاستدامة
- تحرير سوق الطاقة وسوق الكهرباء - , (إلغاء أو إعادة) القوانين
- الاستجابة للطلب
- الطاقة والنمو الاقتصادي
- اقتصاديات البنية التحتية للطاقة
- السياسة البيئية
- سياسة الطاقة
- عقد اشتقاق الطاقة
- توقع الطلب على الطاقة
- مرونة العرض والطلب في سوق الطاقة
- مرونة الطاقة

تنظر بعض مؤسسات التعليم العالي (الجامعات) إلى اقتصاديات الطاقة باعتبارها فرصة مهنية قابلة للتطور، وتقدم اقتصاديات الطاقة كـ منهج دراسي. ونجد أن جامعة كامبريدج ومعهد ماساتشوستس للتقنية وجامعة فريجي بأمستردام هي أعلى ثلاث جامعات بحثية في هذا المجال، وتحتل مؤسسة موارد من أجل المستقبل المرتبة الأعلى بين المعاهد البحثية. وهناك الكثير من الإدارات البحثية الأخرى والشركات والمتخصصين الذين يقدمون دراسات واستشارات حول اقتصاديات الطاقة.
,

## معلومات تاريخية

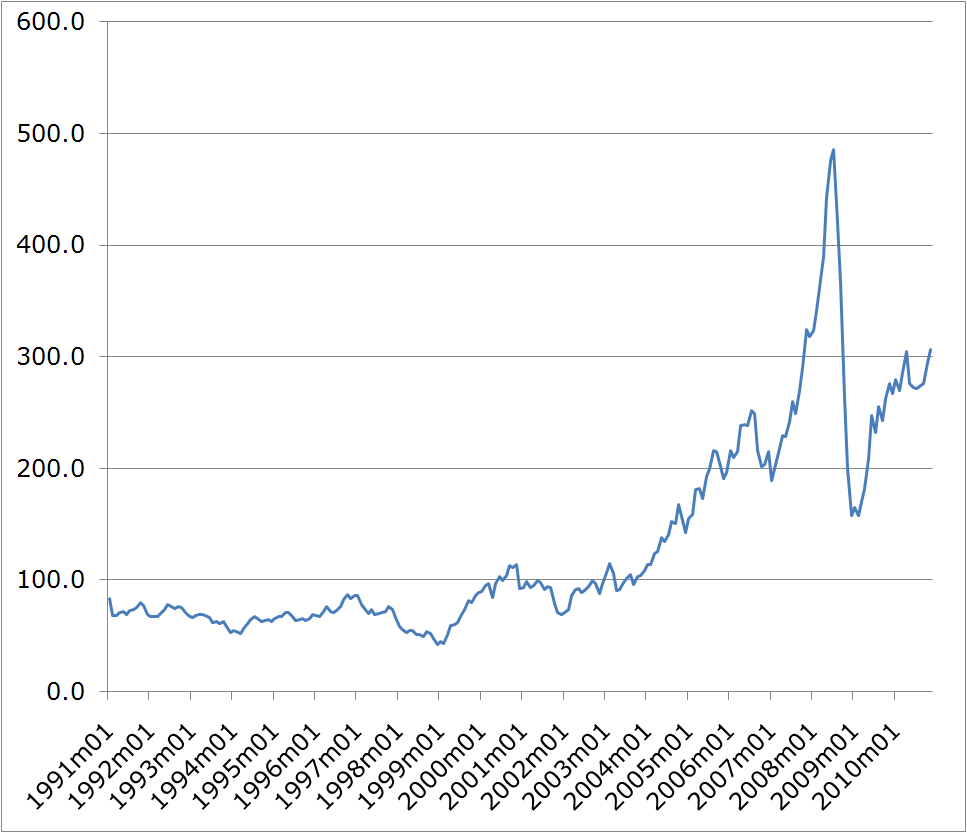
أسعار الطاقة العالمية, 1991-2010. 2000=100.

تصدرت المشكلات المتعلقة بالطاقة أدبيات الاقتصاد منذ حظر النفط 1973, ولكن تمتد جذور تلك المشكلات إلى أبعد من ذلك كثيرًا تاريخيًا. فتعود تلك المشكلات إلى عام 1865, عندما أعرب دبليو إس جيفونز عن مخاوفه من أن مصادر الفحم سوف تنفذ حتمًا في كتابه مسألة الفحم. ومن بين أفضل المحاولات الأولى للعمل على اقتصاديات موارد الطاقة غير المتجددة (ومنها الوقود الحفري) كانت محاولة إتش هوتيلينج,الذي وضع مسارًا لتسعير الطاقة غير المتجددة, والمعروف باسم قانون هوتيلينج.